# Edmore Sibanda
Edmore Sibanda (Mvuma, 3 giugno 1984) è un ex calciatore zimbabwese, di ruolo portiere.